# Chloroclystis layanga
Syncosmia layanga là một loài bướm đêm trong họ Geometridae.